# Joachim Carvallo
Joachim Carvallo (1869-1936) est un médecin et mécène d'origine espagnole, connu pour sa restauration des jardins et du château de Villandry.
Il est le fondateur de l'association La Demeure historique.

## Biographie

### Enfance
Joachim Carvallo est issu d'une famille bourgeoise originaire de Don Benito dans la région d'Estrémadure (Extremadura) en Espagne.

### Études de médecine
Joachim, brillant élève de médecine, est remarqué par le professeur Calderon y Arana, ancien collaborateur de Charles Richet et il part donc en 1889 à la faculté de Médecine de Paris et devient collaborateur du professeur Charles Richet pour participer à ses travaux sur l'anaphylaxie, prix Nobel de médecine.

### Vie professionnelle
Au laboratoire de Charles Richet, Joachim Carvallo rencontre l'américaine Ann Coleman, héritière d'une riche famille de la sidérurgie, venue étudier la physiologie. Joachim et Ann se marient à Lebanon (Pennsylvanie) en 1899. 
En 1904, Joachim Carvallo devient secrétaire de l'Institut Étienne-Jules Marey, remplaçant Étienne-Jules Marey à son décès.  
En 1906, Ann et Joachim Carvallo achètent le château de Villandry, près de Tours. 
Joachim lance la restauration des bâtiments renaissance.
Pour parfaire la restauration du château, il rase les jardins à l'anglaise et crée des jardins de style Renaissance en accord avec le château et la tradition française.
Joachim Carvallo a aussi réuni une importante collection de tableaux de l'école espagnole qui ont fait l'objet d'une exposition à Paris en 1929 et qui sont encore exposés au château.
Il est maire de la commune de Villandry de juillet 1922 à mai 1925.
En 1924, il fonde l'association de la Demeure historique.